# Pujaire
Pujaire es una localidad y pedanía española perteneciente a los municipios de Almería y Níjar, ambos en la provincia de Almería, comunidad autónoma de Andalucía. Está situada a 22 km  de Almería y a 25 km de Níjar. En 2022 contaba con 85 habitantes en la parte del término municipal de Almería y 484 en la parte del término municipal de Níjar (INE).

## Toponimia
Según la arabista Elena Pezzi, el topónimo Pujaire deriva del árabe buḥayr, que se puede traducir como Pequeño Mar.

## Historia
La zona, estuvo habitada por cortijos, cuyos habitantes vivían de las huertas y ganadería. A partir de 1935, tras el proceso de desaparición de Mazarrulleque por las dunas de Cabo de Gata, muchos de ellos se instalaron en Pujaire, conformando el núcleo actual.

## Geografía
Está situado en la parte oriental de término municipal de Almería y la occidental del término de Níjar a 22 km al este de la ciudad de Almería, a 4 de San Miguel de Cabo de Gata y a 25 km de la localidad de Níjar. La localidad está dentro del parque natural del Cabo de Gata-Níjar.
Históricamente, gestionadas de forma separada las partes que pertenecían a Almería de las de Níjar, a partir de negociaciones en 2008 acerca de la alteración de los términos municipales de Almería y Níjar, y una gestión unificiada de la pedanía, el municipio de Almería presta todos los servicios a la localidad.

## Economía
El núcleo se ha dedicado a partir de la década de 1970 al cultivo de hortalizas en invernaderos, que ha transformado completamente el paisaje del lugar, ejerciendo una fuerte presión sobre el parque natural de Cabo de Gata-Níjar. A partir de 2017, se han creado numerosos nuevos comercios gracias a ser una entrada al parque natural, entre ellos, supermercados, restaurantes y de artículos de playa, destacando la creación de una librería, la primera ubicada en pleno parque natural.
Tras la aprobación en pleno para la construcción de un área de autocaravanas en la localidad, comienza a funcionar en 2021.

## Instalaciones de uso público
- Consultorio médico.
- Escuela de Educación Infantil Gloria Fuertes.
- Pistas polideportivas.